# 1534
1534. је била проста година.

## Догађаји

### Јун
- 29. јун — Жак Картје је постао први Европљанин који је стигао до Острва Принца Едварда.

### Август
- 15. август — Шпански монах Игнасио де Лојола основао у Паризу римокатолички језуитски ред, којег је папа Павле III признао шест година касније.

### Новембар
- 3. новембар — Енглески парламент усвојио је Акт о супремацији чиме је краљ Хенри VIII постао поглавар цркве, а папи одузета власт над црквом у Енглеској.